# Käthe Kratz

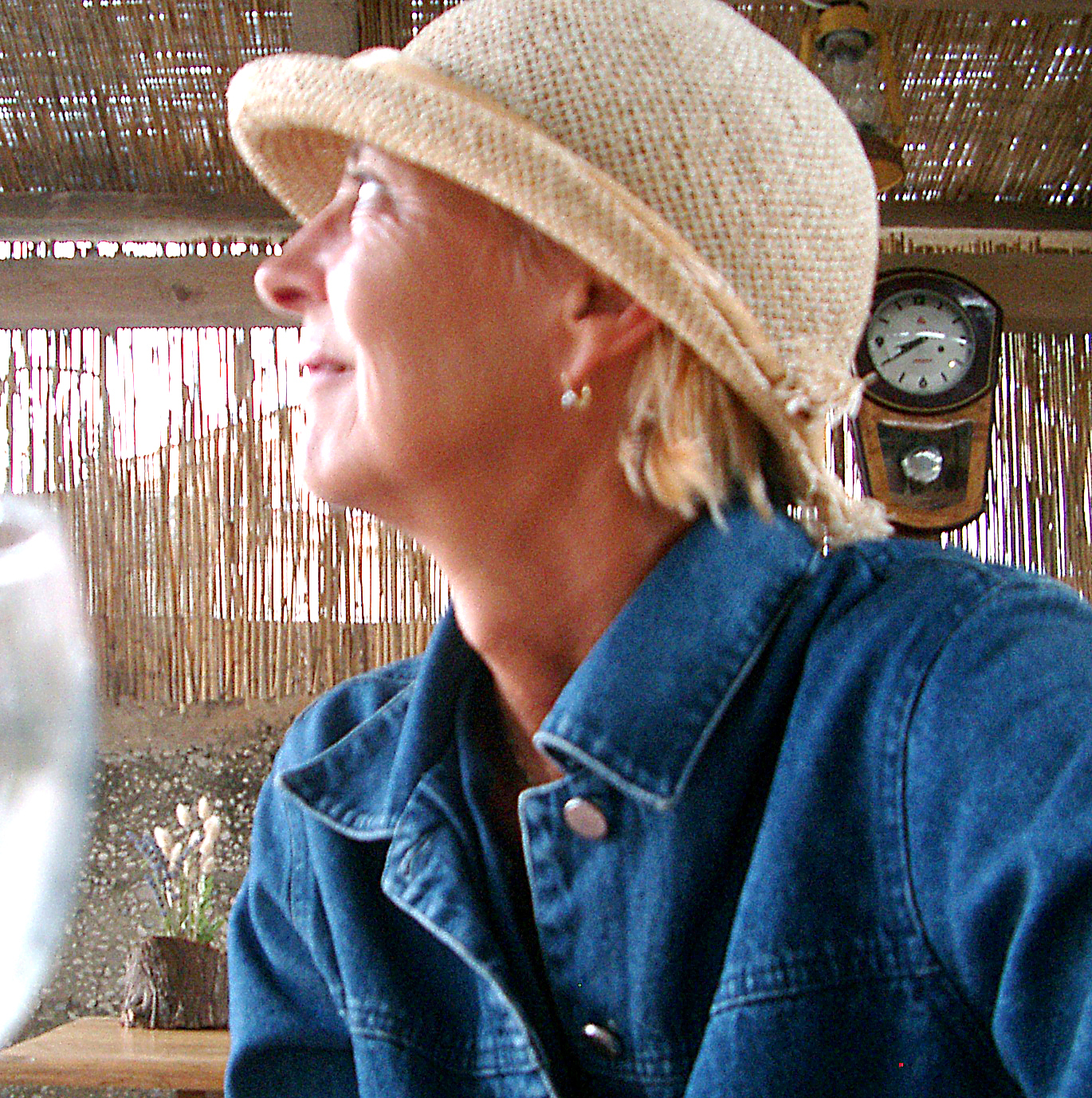
Käthe Kratz (2005)

Käthe Kratz (* 24. Jänner 1947 in Salzburg) ist eine österreichische Filmemacherin und Schriftstellerin. Sie war die erste österreichische TV-Spielfilmregisseurin und ist eine der feministischen Vorkämpferinnen der Österreichischen Filmszene. Sie lebt in Wien und auf der kroatischen Insel Šolta.

## Leben
Käthe Kratz studierte an der Wiener Filmhochschule als erste Studentin das Fach Regie. Noch während des Studiums drehte sie als freie Mitarbeiterin des ORF ihre ersten Dokumentarfilme wie 1976 Glückliche Zeiten, 1979–1988 die fünfteilige Reihe Lebenslinien - Portraits aus drei Generationen Frauenunterdrückung, die 1983 auch als Roman erschien, 1994 Im Zeichen der Liebe, Kinofilme wie 1983 Atemnot und 1994 Das 10. Jahr. Das 10. Jahr war zwei Jahre vorher als Theaterstück herausgekommen.
Mit Susanne Zanke, Kitty Kino, Heide Pils und Margareta Heinrich gehörte sie zur informellen Gruppe  'Aktion Filmfrauen' und ist Mitglied der Grazer Autorinnen Autorenversammlung (GAV).
Neben ihrer filmischen Tätigkeit unterrichtete Käthe Kratz an der Wiener Filmakademie, an der Donauuniversität Krems und an der Kunstuniversität Graz.
Käthe Kratz war langjährige Lebensgefährtin Peter Turrinis.

## Filmografie
- 1976: Glückliche Zeiten
- 1977: Die Menschen vom Siebenerhaus
- 1978: Mit Leib und Seele
- 1979: Junge Leute brauchen Liebe
- 1984: Atemnot
- 1984: Lebenslinien (dreiteilige TV-Serie): Augustine - Das Herz in der Hand, Marianne - Ein Recht für alle, Elisabeth - Die Erde versinkt
- 1987: Lebenslinien 2 (zweiteilige TV-Serie): Marlene - Der amerikanische Traum, Marlene - Wunden der Freiheit
- 1991: Gekaufte Bräute (TV)
- 1995: Das zehnte Jahr
- 1999: Drei mit Herz (TV-Serie)
- 1999: Abschied ein Leben lang (Dokumentarfilm)
- 2003: Vielleicht habe ich Glück gehabt (Dokumentarfilm)

## Werke
- Lebenslinien, Droemer Knaur 1991
- Käthe Kratz, Peter Turrini: Jugend, Taschenbuch 1984
- Käthe Kratz, Karin Schön, Hubert Gaisbauer, Hans Litsauer: Verlorene Nachbarschaft, Mandelbaum Wien 1999, ISBN 3-85476-025-6
- Käthe Kratz, Elisabeth Haberkorn: Mit Leib und Seele, tsv 1981
- Käthe Kratz, Lisbeth N. Trallori (Hrsg.): Liebe, Macht und Abenteuer. Zur Geschichte der Neuen Frauenbewegung in Wien. Promedia, Wien 2013, ISBN 978-3-85371-365-5

## Auszeichnungen
- Erich-Neuberg-Preis (1984)
- Marietta und Friedrich Torberg-Medaille (1999)
- Frauenring-Preis (2017)[2]